# 君特·旺德
君特·旺德（德語：Günter Wand，1912年1月7日—2002年2月14日），德國指揮家，作曲家。旺德早年曾在伍珀塔尔、阿伦施泰因、代特莫尔德等地就學，後進入科隆音乐与舞蹈学院，跟隨菲利浦·雅納赫學習作曲，並從保羅·包姆加特納學習鋼琴。指揮方面，旺德曾向法蘭茲·馮·霍埃斯林學習，但之後則基本自學。在其65年的職業生涯中，他是舒伯特、布魯克納音樂的權威詮釋者，獲得德國唱片大獎、法國音叉獎等獎項的肯定。

## 生平
1924年2月，旺德參與了一場《吉普賽男爵》演出（位於伍珀塔尔塔利亞劇院），對指揮大感興趣。其職業生涯始於1939年，任職於科隆歌劇院，二戰戰後旺德掌握了科隆的居策尼希乐团，成為這座城市的「音樂總管」（Generalmusikdirektor）。1948年起，他在當地的音樂學校任教。
五〇至七〇年代，除了少數的客席演出與錄音外，旺德在樂壇的能見度不高。直到1982年，他執棒於北德廣播交響樂團，才真正打開他的事業能見度。1982年1月，旺德首次指揮英國廣播公司交響樂團，旋即成為該團的首席客座指揮。在倫敦任職期間，旺德以大量的排練著稱，據說為單一的演出所排定的排練就有五至八次之多（業界常態則是三至四次）。旺德於1989年1月指揮了芝加哥交响乐团首次亮相美國，评价甚好。
在職業生涯的晚期，旺德固定與柏林爱乐乐团客席合作，曲目是他拿手的舒伯特與布魯克納交響曲。值得一提的是，60歲前旺德甚少接觸布魯克納，年輕時他是當代作曲家如马丁、捷尔吉、瓦雷兹、梅西安與齐默尔曼等人的作品支持者與推廣者，晚年他的曲目則相對侷限許多，除了布魯克納之外，也演奏貝多芬、勃拉姆斯等人的交響曲。現今則普遍認為，旺德是布魯克納音樂得以普及的重要推手，傳記作者沃尔夫冈·塞弗特（Wolfgang Seifert）認為「旺德的貢獻對於當代布魯克納文獻是不可多得的。」旺德的最后一场演出是2001年89岁高龄时，在逍遥音乐会上指挥北德廣播交響樂團演出舒伯特第八及布鲁克纳第九交响曲。

## 獲獎與榮譽
在長期的職業生涯中，旺德曾獲得德國唱片大獎、德國唱片評論獎、法國音叉獎等主要唱片獎項的肯定。1996年，再獲得柏林愛樂樂團所贈的汉斯·冯·彪罗獎牌。此外，他曾獲德國联邦十字勋章最高級勳章殊榮。

## 評價
旺德將音樂的原創性奉為圭臬，其詮釋不超出譜面所記的音符，亦不添加自己的意旨。他的指揮藝術建立於對總譜的絕對忠誠。曾有記者詢問旺德會如何詮釋貝多芬第9號交響曲，更近似於托斯卡尼尼，抑或是富特文格勒，他的回覆言簡意賅：「應該像貝多芬。」

## 作品節選

### 商業錄音
旺德與西德广播交响乐团灌錄的舒伯特與布魯克納全本交響曲，是他早年錄音作品中最著名者。與北德廣播交響樂團則合作錄製了貝多芬與勃拉姆斯全本交響曲，以及莫扎特、柴可夫斯基、德布西等人的作品。

### 作曲
指揮之外，旺德亦從事作曲，其創作大都是附管弦樂伴奏的歌曲。他曾為另一半阿妮塔（Anita）作曲。

## 外部連結
- 官方网站
- 君特·旺德的Discogs页面（英文）
- 拿索斯的君特·旺德介紹（页面存档备份，存于）

| 文化職務               | 文化職務                                 | 文化職務                  |
| ---------------------- | ---------------------------------------- | ------------------------- |
| 前任： 歐根·帕普斯特   | 居策尼希乐团 樂長 1945年－1974年         | 繼任： 尤里·阿羅諾維奇    |
| 前任： 克劳斯·滕施泰特 | 北德廣播交響樂團 首席指揮 1982年－1990年 | 繼任： 约翰·艾略特·加德纳 |